# Henri Laurent
Henri Albert Fernand Laurent (ur. 1 kwietnia 1881 w Beaulieu-sur-Loire, zm. 14 lutego 1954 w La Rochelle) – francuski szermierz, medalista olimpijski.
Wystąpił na Letnich Igrzyskach Olimpijskich 1900 w Paryżu. Zdobył brązowy medal w szpadzie zawodowców. W szpadzie amatorów i zawodowców nie zdobył medalu, zajął piąte miejsce ex aequo z trzema innymi zawodnikami.
Zwyciężył w szpadzie podczas rozgrywanych w 1919 roku igrzysk krajów sprzymierzonych.